# 渡邊欣雄
渡邊 欣雄（わたなべ よしお、1947年 - ）は、日本の文化人類学者。専門は東アジアの思想・宗教の社会人類学的研究、特に中国の風水思想の民俗学的研究。学位は、博士（社会人類学）（東京都立大学・2000年）。東京都立大学名誉教授、首都大学東京名誉教授。

## 年譜
- 東京都生まれ。
- 1969年埼玉大学教養学部教養学科卒業。
- 1975年東京都立大学大学院社会科学研究科博士課程単位取得満期退学。
- 1975年日本学術振興会奨励研究員。1976年跡見学園女子大学専任講師
- 1979年助教授
- 1980年武蔵大学助教授
- 1983年教授
- 1988年東京都立大学助教授
- 1993年教授
- 2000年「中国風水の社会人類学的研究-周辺諸地域との比較」で東京都立大学より博士（社会人類学）の学位を取得[1]
- 2005年首都大学東京・都市教養学部教授、東京都立大学教授兼任
- 2009年中部大学国際関係学部教授
- 2010年日本文化人類学会会長
- 2012年國學院大學文学部教授。東京都立大学名誉教授、首都大学東京名誉教授。
- 2017年3月國學院大學定年退職、東アジア人類学研究会で「渡邊欣雄先生古稀記念シンポジウム」開催
- 2017年5月 日本文化人類学会名誉会員

## 受賞歴
- 1985年 伊波普猷賞受賞
- 1989年 東村村政功労賞受賞
- 1993年 沖縄研究奨励賞受賞
- 2005年 民俗研究傑出成就賞受賞

## 著書
渡邊の著作の一部はデジタル化され、国立国会図書館デジタルコレクションにおいてインターネット上に公開されている。

### 単著
- 『沖縄の社会組織と世界観』新泉社、1985年
- 『沖縄の祭礼―東村民俗誌』第一書房、1987年
- 『風水思想と東アジア』人文書院、1990年
- 『民俗知識論の課題―沖縄の知識人類学』凱風社、1990年 国立国会図書館書誌ID:000002061069 doi:10.11501/13164383
  - 改訂版 凱風社、2004年
- 『漢民族の宗教―社会人類学的研究』第一書房、1991年 ISBN 4-8042-0011-8 国立国会図書館書誌ID:000002124898 doi:10.11501/13223201
- 『世界のなかの沖縄文化』沖縄タイムス社、1993年 ISBN 4871270092
- 『風水―気の景観地理学』人文書院、 1994年
- 『風水の社会人類学―中国とその周辺比較』 風響社 2001年 ISBN 4-89489-009-7
- 『沖縄文化の拡がりと変貌』榕樹書林 2002年 ISBN 4-947667-79-6
- 『術としての生活と宗教―漢民族の文化システム』森話社、2017年 ISBN 978-4-86405-121-7

### 共編著
- 『宴』伊藤幹治共著 弘文堂、1975年 国立国会図書館書誌ID:000001217666 doi:10.11501/12169550
- 『与那国の文化―沖縄最西端与那国島における伝統文化と外来文化:周辺諸文化との比較研究―』 植松明石共著,与那国研究会 1980年 国立国会図書館書誌ID:000001459228 doi:10.11501/9773290
- 『現代の現代の文化人類学 3 』（概説・親族の社会人類学） 至文堂 1982年 国立国会図書館書誌ID:000001562120 doi:10.11501/12144900
- 社会人類学の可能性2 『象徴と権力』小川正恭、小松和彦共編 弘文堂 1988年
- 環中国海の民俗と文化 3  『祖先祭祀』 凱風社 1989年
- 環中国海の民俗と文化 4 『風水論集』 三浦国雄共編 凱風社 1994年
- 『日本民俗大辞典』上下巻 福田アジオ、神田より子、新谷尚紀、中込睦子、湯川洋司共編 吉川弘文館 上巻 1999年10月、下巻 2000年
- 『世界の宴会』勉誠出版 2004年
- 『精選日本民俗辞典』 福田アジオ、神田より子、新谷尚紀、中込睦子、湯川洋司共編 吉川弘文館 2006年 ISBN 4-642-01432-2
- 『沖縄民俗辞典』 岡野宣勝、佐藤壮広、塩月亮子,宮下克也共編 吉川弘文館 2008年 ISBN 978-4-642-01448-9

## 論文
- 「機能契機にみるムラ構成とその変化 -千葉県安房郡旧平群村の事例」,日本民俗学 (72), 7-19, 1970
- 「沖縄北部農村の門中組織 -大宜味村字田港の事例」,日本民俗学 (74), 16-20, 1971
- 「沖繩北部一農村の社会組織と世界観  -大宜味村字田港の事例」,民族學研究 36(2), 85-108, 1971
- 「沖縄の世界観についての一考察 -東村字平良を中心として」,日本民俗学 (78), 10-30, 1971
- 「出自論の再検討  -沖縄研究の場合」,民族學研究 37(4), 301-302, 1973
- 「沖縄の親族体系  -東村字川田の事例考察」,民族學研究 38(2), 120-172, 1973
- 「親族関係の社会的距離をめぐって -千葉県安房郡大沢部落を事例として」,日本民俗学 (90), 19-54, 1973
- 「中国東南部の親族組織概報」,社会科学ジャーナル (14), p67-94, 1976
- 「沖縄の親族研究 -その方法論の検討(3)」,南島史学 (10), p19-43, 1977
- 「『比較民族学』・沖縄研究の動行」,日本民俗学 (112), p86-99, 1977
- 「琉球大学社会人類学研究会編著『白保-八重山白保村落調査報告』」,南島史学 (11), p74-78, 1978
- 「客家人の正月習俗覚書:記述篇 -台湾屏東県竹田郷頭崙村を中心として」,南島史学 (15), p1-31, 1980
- 「大鍋会の宇宙」,フォーラム 2, 1-4, 1984
- 「つきあう  ＜交際＞の文化人類学」,フォーラム 3, 51-63, 1985
- 「沖縄地方神歌(ウムイ)の伝承性をめぐって  -民俗的知識の動態的研究補遺」,沖縄文化研究 15, 191-221, 1989
- 「漢族の風水知識と世界観 -墓地風水に関する議論をめぐって」,南島史学 (33), p20-43, 1989
- 「沖縄地方神歌(ウムイ)の社会性 -歌謡伝承と民俗知識の周辺」,人文学報 (219), p29-58, 1990
- 「シンポジウム・南島の墓 -沖縄の葬制・墓制」沖縄県地域史協議会編,南島史学 (35), p79-82, 1990
- 「大島襄二・浮田典良・佐々木高明編著『文化地理学』」,民博通信 50, 8-15, 1990
- 「風水思想 -土地と人との合気道」,現代思想 19(11), p180-191, 1991
- 「沖縄の文化変化 -生活の近代化と知識の変化の20年」,地理 37(5), p28-36, 1992
- 「埼玉県三芳町上富地区の年中行事調査報告書」,人文学報 (241), p45-96, 1993
- 「中国の風水断脈説話について」,人文学報 260, 1-16, 1995
- 「東アジアの風水意識 -グラフによる傾向と差異を知るための覚書」,人文学報 271, 1-57, 1996
- 「わが共同体論の道程 -天地人を往く」,人文学報 (299), 1-19, 1999
- 「フィールドへのこだわり -プロセスのなかの民族誌作成」,人文学報 (299), 21-36, 1999
- 「風水と習俗」（三浦國雄・渡邊欣雄・比嘉政夫）,月刊しにか 10(9), 56-71, 1999
- 「『中華』に関する意識と実践の人類学研究」（佐々木衞・渡邊欣雄・秦兆雄・伊藤亞人・三尾裕子）,アジア・アフリカ言語文化研究所通信 97, 64-67, 1999
- 「社会人類学 風水とフィジオノミー -洋の東西地理学は同一か?」,民俗建築 (117), 21-28, 2000
- 「古代日本の風水簡介」,國文學  解釈と教材の研究 45(10), 33-43, 2000
- 「中国の墓地風水と環境認識 -浙江省寧波地区の事例と考察」,民俗文化研究 (1), 1-36, 2000
- 「中国の墓地造営と『青山白化』問題 -温州リポート」,民俗文化研究 (2), 55-61, 2001
- 「漢族における死の条件 -大往生を考える」,人文学報 (328), 15-37, 2002
- 「地理風水を尋ねて (1) 風水の科学技術史」,地理 47(6), 64-69, 2002
- 「地理風水を尋ねて (2) 日本の風水科学」,地理 47(7), 92-97, 2002
- 「地理風水を尋ねて (3) 日本の風水占術」,地理 47(8), 92-97, 2002
- 「地理風水を尋ねて (4) 沖縄の国策風水史」,地理 47(9), 82-87, 2002
- 「風水とシャーマニズム -中国東南部の事例」,民俗文化研究 (3), 28-49, 2002
- 「個人と文化 -津嘉山朝松さんの生涯」,民俗文化研究 (3), 215-227, 2002
- 「地理風水を尋ねて (5) 墓地風水の地理学」,地理 47(10), 100-105, 2002
- 「地理風水を尋ねて (6) 都城風水の地理学」,地理 47(11), 76-81, 2002
- 「地理風水を尋ねて (7) 住宅風水の地理学」,地理 47(12), 72-77, 2002
- 「台湾の正月」,アジア遊学 (46), 74-85, 2002
- 「生活に根付く暦」（渡邊欣雄・宮崎恒二・土佐桂子）,国際交流 25(3), 92-101, 2003
- 「地理風水を尋ねて (8) -風水とフィジオノミー」,地理 48(1), 116-121, 2003
- 「風水の歴史と現代」,アジア遊学 (47), 2-11, 2003
- 「風水の科学技術史 -日中方位測定具の歴史」,アジア遊学 (47), 28-38, 2003
- 「旅と観光の民俗学 -沖縄の例」,沖縄学 6(1), 104-124, 2003
- 「現代天皇陵と風水」,民俗文化研究 (4), 132-136, 2003
- 「沖縄文化の創造」,アジア遊学 (53), 2-13, 2003
- 「長寿県沖縄の誕生 -拡大する沖縄の長寿イメージ」,アジア遊学 (53), 82-91, 2003
- 「風水とは何か」,都市計画 52(4), 5-9, 2003
- 「解説・路地裏の宗教 -中国民俗宗教の営み」,アジア遊学 (58), 4-13, 2003
- 「あの世のために生きる -漢族の死生観と死の条件」,アジア遊学 (58), 14-23, 2003
- 「序章 日本の宴会から世界の宴会へ (世界の宴会)」,アジア遊学 (61), 4-19, 2004
- 「終章 世界の宴会からわかること (世界の宴会)」,アジア遊学 (61), 223-231, 2004
- 「北京の街づくり管見 -風水にもとづく環境づくりと陰陽調和」,民俗文化研究 (5), 161-170, 2004
- 「沖縄の風水 -その歴史と意義」,ジャイロス (5), 114-123, 2004
- 「大塚和夫先生の人と足跡 -創業は易く守成は難し」(大塚和夫教授退官記念),人文学報 (360), 1-8, 2005
- 「『地理』の地理学 -風水研究という地理学の思想論的転回」,人文学報 (360), 25-35, 2005
- 「日本風水史 -科学と占術の歴史」,民俗文化研究 (6), 1-13, 2005
- 「風水師と『裏』の市場経済」,民俗文化研究 (7), 121-126, 2006
- 「漢族社会を読み解く -漢文化・秘密結社・民俗宗教を通して」（渡邊欣雄・謝茘・馬場毅）,中国21 , 25, 45-82, 2006
- 「個人と文化 -津嘉山朝松の生涯」,琉球・沖縄研究 (1), 134-141, 2007
- 「同郷者集団の高齢化と適応戦略 -川崎沖縄県人会の事例」（渡邊欣雄・飯高伸五）,人文学報 (378), 47-59, 2007
- 「アジアを超えた世界の雑誌を」,アジア遊学 (100), 6-8, 2007
- 「『南島イデオロギーの発生』批判 -南島研究を中心に」,民俗文化研究 (8), 159-168, 2007
- 「沖縄の暦と年中行事」,アジア遊学 (106), 8-17, 2008
- 「高齢者生活論 -沖縄・久米島を例とした仕事理論仮説」,人文学報 (393), 1-14, 2008
- 「ネオリベラリズム時代の辞典編集を試みる」,本郷 (76), 29-31, 2008
- 「続・風水師と裏の市場経済 (2) 風水の市場経済・事例篇」,民俗文化研究 (9), 106-111, 2008
- 「市場経済化する中国文化」,貿易風 (4), 47-59, 2009
- 「『エイサー』とは何であったか -引いてみたい渡邊他編『沖縄民俗辞典』(吉川弘文館)」,民俗文化研究 (10), 303-307, 2009
- 「日本風水史」,ICCS現代中国学ジャーナル ICCS Journal of Modern Chinese Studies 2(1), 254-262, 2010
- 「風水の科学技術史 -民族原初論からの再構成」,共生の文化研究 (5), 112-114, 2011
- "History of geomancy from the perspective of science and technology: a review based on the theory ethnological primordialism " , 共生の文化研究 (5), 115-117, 2011
- 「『術』(方法)としての宗教  -漢族は漢族の民俗宗教をどう解釈するか」,伝承文化研究 (11), 1-11, 2013